# Nikutaibi
Nikutaibi (肉体美?) è un film del 1928 diretto da Yasujirō Ozu.
La pellicola, prodotta dalla Shochiku, è oggi perduta.